# Tarek Alarabi Tourgane
 (février 2024).
Si vous disposez d'ouvrages ou d'articles de référence ou si vous connaissez des sites web de qualité traitant du thème abordé ici, merci de compléter l'article en donnant les références utiles à sa vérifiabilité et en les liant à la section « Notes et références ».
Tarek Alarabi Tourgane (en arabe : طارق العربي طرقان), né le 22 août 1959 à Damas (Syrie), est un chanteur, auteur-compositeur-interprète et musicien algérien, connu pour son travail avec la société syrienne de doublage de dessins animés, Venus Center, et le chant des génériques arabes de dessins animés populaires sur Spacetoon tels qu’Olive et Tom, Digimon Adventure, Batman, Simba, Détective Conan, Police Academy, Tortues Ninja, Le Bus magique, Zorro, Slam Dunk, Dragon Booster ou encore Dragon Ball. 